# 南流石
南 流石（みなみ さすが、1958年7月9日 - ）は、日本の振付師。表記は振付演出家。芸名の名付け親は桑田佳祐。神奈川県藤沢市出身。

## 人物
3歳からバレエやジャズダンスなどに取り組み、16歳の頃からインストラクター、20歳の頃にはミュージカルダンサーとして活動。自分自身で創作ダンスを展開、ストリート・パフォーマーとして活動するようになる。その後、歌手の振付やコンサートなどのバックダンサーとして出演、コマーシャルの振付などに取り組む。振付を手掛けたCMは現在まで多数オンエアされている。振付を担当した歌手も数多く、サザンオールスターズの桑田佳祐からはこれが縁で芸名を授かる。稲村ジェーンの振付も担当。スタイリストとしても活動。自らが率いるクリエイティブダンスチーム「流石組」（さすがぐみ）で後継者を指導。

## 略歴
1980年代に活動したバンド「JAGATARA」のメンバーで、1986年からコーラス・ダンサーとして参加していた。1990年の解散後、1994年からは、同バンドのメンバーらと組んだ「TANGOS」というバンドでもボーカリストとして活動していた。
2000年1月、NHKのようこそ先輩という番組で母校である神奈川県藤沢市立片瀬小学校へ行き、生徒とともに校歌に振りをつけ全校生徒で踊った。
2010年10月26日、高齢者対象の運動プログラム「ココロからダンス」のDVD完成披露をかねて、岩手県にて発表を行った。
2011年8月3日、キティちゃんとサスガちゃんでダンスユニットを結成。ユニット名は「KITTYSASUGA」。コンセプトは脳育ダンス。企画協力は脳科学者久保田競、脳科学おばあちゃんで知られる久保田カヨ子。
2012年4月1日、テレビ神奈川と流石組の共同企画として、神奈川にゆかりのある真心ブラザーズと共に老若男女地元LOVE SONG活動をスタートさせた。
2012年11月、佐藤タイジ、Watusi、大塚愛などのメンバーを集めたバンド「Rabbit」を結成。翌月にCD「裸人」リリース。
2013年3月17日、熊本県が小山薫堂に制作を依頼した新曲「くまモンもん」が披露された。作詞・作曲はKAN、熊本市出身の森高千里が歌い、振付は南流石が担当している。監督は67544410。
2013年4月1日、テレビ神奈川と流石組の共同企画として、朝帯脳育ダンス番組「みぶりてれび」をスタートさせた。
2013年6月2日、テレビ東京「ソロモン流」に「賢人：南流石」として出演、乳幼児から高齢者施設まで加わった0-100ダンスプロジェクトを密着取材。日本、ハワイ、サンフランシスコでロケーションした。
2014年9月、白井貴子と、文部科学省日本ユネスコ国内委員会/ESDメッセージソング「僕らは大きな世界の一粒の命」を制作した。企画/演出/映像制作:流石組。
2015年12月、藤沢市のふじさわシティプロモーション「キュンとするまち。ふじさわ」のダンスを考案。
2016年6月20日、国連UNHCR協会の難民支援活動の一環で「つなごう難民プロジェクト」に参加。ヨルダンでシリア難民とのダンスコミュニケーションを行った。
2019年6月、日中青少年ダンス交流(外務省後援) で、蘇州市(中国)、上海市(中国)、大阪、金沢、日中4都市連携での、訪中団約120人(障がい児童を含む)を結成し、日中青少年ダンス交流イベントを開催。
2020年5月、『嵐のワクワク学校オンライン』で「カラダを動かそう」ハピネス体操2020の振付演出を行う。
2021年8月、大阪府箕面市にて「0100 DANCE」プロジェクトの発表。企画/演出/出演。

## 振付を担当した主な芸能人
| - 赤い公園 - アカシモモカ - 嵐 - いきものがかり - 大黒摩季 - 大塚愛 - 緒形拳 - おしりかじり虫 - おにくだいすき！ゼウシくん - Kalafina - 川上大輔 - くまモン - GLAY - 桑田佳祐 - PSY・S - サザンオールスターズ - 沢田研二 - 私立恵比寿中学 - SMAP - せんとくん - ダウンタウン | - タモリ - 怒髪天 - トミタ栞 - とんねるず - 乃木坂46 - FUNKY MONKEY BABYS - PUFFY - ハローキティ - B'z - 氷川きよし - ひめキュンフルーツ缶 - ヒャダイン（前山田健一） - THE BOOM - フェアリーズ - 福山雅治 - 平成伎楽団 - ポケットビスケッツ - 槙野智章 - 真心ブラザーズ - 真山りか - ゆるめるモ! |